# 이 (4상)
이(異, 산스크리트어: anyathātva) 또는 노(老, 산스크리트어: jarā)는 다음의 분류, 그룹 또는 체계의 한 요소이다. 
- 생(生) · 주(住) · 이(異) · 멸(滅) 또는 생(生) · 주(住) · 노(老) · 무상(無常)의 유위4상(有爲四相) 가운데 하나이다.
- 부파불교의 설일체유부의 5위 75법의 법체계에서 4번째 위(位: 그룹)인 불상응행법(不相應行法: 14가지) 가운데 하나이다.
- 대승불교의 유식유가행파와 법상종의 5위 100법의 법체계에서 4번째 위(位: 그룹)인 심불상응행법(心不相應行法: 24가지) 가운데 하나이다.

이(異, 산스크리트어: anyathātva, 달라짐, 변이) 또는 노(老, 산스크리트어: jarā, 늙어감)는 모든 유위법이 인연의 힘에 따라 생멸 변천하면서 나타내는 생(生) · 주(住) · 이(異) · 멸(滅)의 유위4상(有爲四相) 가운데 이(異)에 해당한다. 유위4상을 생(生) · 주(住) · 노(老) · 무상(無常)이라고도 한다.
이(異) 또는 노(老)는 유위4상(有爲四相) 가운데 하나이기 때문에 이상(異相) 또는 이유위상(異有爲相)이라고도 한다.
유위4상(有爲四相)을 실법(實法)으로 볼 것인지 가법(假法)으로 볼 것인지에 대해서는 부파 또는 종파에 따라 의견이 다른데, 부파불교의 설일체유부는 실법으로 보며, 부파불교의 경량부와 대승불교의 유식유가행파는 가법으로 본다. 가법으로 본다는 것은 유위법의 특정한 분위(分位: 측면, 국면, 상태, 양태, 단계, aspect, phase) 또는 성질을 생(生) · 주(住) · 이(異) · 멸(滅)이라 명명한 것일 뿐이라는 것을 뜻하고, 실법으로 본다는 것은 생(生) · 주(住) · 이(異) · 멸(滅)이라는 힘 또는 법칙이 실재한다고 본다는 것을 뜻한다.
가법이라는 측면, 즉 이(異) 또는 노(老)가 유위법의 특정한 분위(分位: 측면, 국면, 상태, 양태, 단계, aspect, phase)라는 측면에서 보면 이(異) 또는 노(老)는 색(色: 물질, 육체)과 심(心: 정신, 마음)의 제법(諸法)이 상속하면서 변하고 달라지는 것, 즉 5온 곧 유위법의 상속전변(相續轉變), 상속변이(相續變異), 성숙[熟, 익음] 또는 쇠퇴[衰, 衰退]를 말한다. 한편, 실법이라는 측면, 즉 이러한 분위(分位: 측면, 국면, 상태, 양태, 단계, aspect, phase)를 일으키는 힘 또는 법칙이라는 측면에서 보면 이(異) 또는 노(老)는 색심(色心: 물질과 정신)으로 하여금 상속전변, 상속변이 또는 성숙하게 하는, 별도로 실재하는 성질[性]을 뜻한다.

## 정의
부파불교와 대승불교의 논서들에서의 이(異: 달라짐) 또는 노(老: 늙어감)의 정의를 살펴보면 다음과 같다.

### 부파불교의 설일체유부
학자들은 부파불교의 설일체유부의 논서들이 세 단계의 발전 단계를 거친 것으로 보는데, 주요 논서들을 순서대로 나열하면 다음과 같다.
- 1단계:
  - 《아비달마집이문족론(阿毘達磨集異門足論)》
  - 《아비달마법온족론(阿毘達磨法蘊足論)》
- 2단계
  - 《아비달마시설족론(阿毘達磨施設足論)》
  - 《아비달마식신족론(阿毘達磨識身足論)》
  - 《아비달마계신족론(阿毘達磨界身足論)》
  - 《아비달마품류족론(阿毘達磨品類足論)》
  - 《아비달마발지론(阿毘達磨發智論)》
- 3단계
  - 《아비담심론(阿毘曇心論)》
  - 《아비달마구사론(阿毘達磨俱舍論)》
  - 《아비달마순정리론(阿毘達磨順正理論)》
  - 《아비달마장현종론(阿毘達磨藏顯宗論)》

아래 단락들은 이러한 아비달마 논서들의 발전 순서에 의거하여 배열되어 있으며, 해당 아비달마 논서에서 나타나는 이(異) 또는 노(老)에 대한 정의를 기술한다.

#### 아비달마품류족론
부파불교의 설일체유부의 논사 세우의 《아비달마품류족론》에 따르면, 이(異: 달라짐) 또는 노(老: 늙어감)는 갖가지 온(蘊)이 익게 하는 성질[令諸蘊熟]을 말한다.
老云何。謂令諸蘊熟。— 《품류족론》 제1권. p. 694a. 한문본

노(老)란 무엇인가? 모든 온으로 하여금 익게 하는 것[熟]이다.— 《품류족론》 제1권. p. 11. 한글본

#### 아비달마구사론
부파불교의 설일체유부의 논사로서의 세친의 《아비달마구사론》에 따르면, 이(異: 달라짐) 또는 노(老: 늙어감)는 갖가지 법을 능히 쇠퇴하게 하는 성질[能衰]을 말한다.
諸相者何。頌曰。

　　相謂諸有為　　生住異滅性

論曰。由此四種是有為相法。若有此應是有為。與此相違是無為法。此於諸法能起名生。能安名住。能衰名異。能壞名滅。性是體義。— 《구사론》 제5권. p. 27a. 한문본

온갖 상(相)이란 무엇인가?
게송으로 말하겠다.

　　상(相)이란 말하자면 온갖 유위가

　　생(生) · 주(住) · 이(異) · 멸(滅)하는 성질이다.

논하여 말하겠다. 이러한 네 가지 종류가 바로 유위의 상(相)이니, 법으로서 만약 이러한 상을 갖은 것이라면 응당 마땅히 유위라고 해야 할 것이며, 이와 상위되는 것이라면 바로 무위법이라고 해야 할 것이다.
이러한 [상 가운데] 제법을 능히 일어나게 하는 것을 '생(生, jāti)'이라 이름하고, 능히 안주하게 하는 것을 '주(住, sthiti)'라고 이름하며, 능히 쇠퇴하게 하는 것을 '이(異, anyathātva)'라고 이름하고, 능히 허물어지게 하는 것을 '멸(滅, anityatā)'이라고 이름한다. 그리고 [본송에서 말한] '성질'이란 바로 체(體)의 뜻이다.— 《구사론》 제5권. p. 240. 한글본

### 대승불교의 유식유가행파
현대의 학자들에 따르면 인도불교의 유식학의 역사는 크게 3기로 나뉘는데, 제1기는 미륵(彌勒)과 무착(無着)의 유식학이고, 제2기는 세친(世親)의 유식학이고, 제3기는 호법(護法)과 안혜(安慧) 등의 10대 논사의 유식학이다.
아래 단락들은 이러한 구분에 의거하여 배열되어 있으며, 해당 유식학 논서에서 나타나는 이(異: 달라짐) 또는 노(老: 늙어감)에 대한 정의를 기술한다.

#### 현양성교론
대승불교의 유식유가행파의 논사 무착의 《현양성교론》에 따르면, 이(異: 달라짐) 또는 노(老: 늙어감)는 갖가지 행(行: 유위법, 특히 유정의 행온)이 전후(前後)로 변하여 달라지는 성질[前後變異性], 즉 변이성(變異性) 또는 상속변이성(相續變異性)을 말한다.
老者。謂諸行前後變異性。— 《현양성교론》 제1권. p. 694a. 한문본

노(老)는 모든 행이 전후(前後)로 변하여 달라지는 성품을 말한다.— 《현양성교론》 제1권. p. 37. 한글본

#### 대승아비달마집론·잡집론
대승불교의 유식유가행파의 논사 무착의 《대승아비달마집론》과 그 주석서인 안혜의 《대승아비달마잡집론》에 따르면, 이(異: 달라짐) 또는 노(老: 늙어감)는 중동분(眾同分: 서로 비슷한 유정들)의 갖가지 행(行: 유위법, 특히 유정의 행온)이 상속하면서 변하고 달라지는 것[相續變異] 즉 상속변이(相續變異)를 가립(假立: 실체가 아닌 것을 실체로 삼는 것)하여 이(異: 달라짐) 또는 노(老: 늙어감)라고 칭한 것이다.
《대승아비달마잡집론》의 해설에 따르면, 외계의 색(色) 등에도 이상(異相)을 비롯한 유위4상(有為四相) 또는 유위상(有為相)이 있음에도 불구하고 중동분에 대해서만 이상 등을 거론하는 이유는 유정이 상속하는 것에서 유위상을 건립하려는 의도에서이다. 이것은 외적인 색(色) 등의 유위상은 형성[成, 이루어짐]되고 괴멸[壞, 무너짐]되는 것에서 그 모습이 나타나 보이는 데 비해, 내적인 행(行)의 유위상은 태어나고[生] 늙는[老] 것 등에서 그 모습이 나타나 보이기 때문이다.

#### 대승오온론·광오온론
유식유가행파의 논사로서의 세친의 《대승오온론》과 그 주석서인 안혜의 《대승광오온론》에 따르면, 이(異) 또는 노(老)는 중동분(眾同分: 서로 비슷한 유정들)의 갖가지 유위법[行]이 상속하면서 변하고 달라지는 것[相續變異] 또는 상속하면서 변하고 무너지는 것[相續變壞]을 별도의 자성[性]으로 삼은 것이다.

## 참고 문헌
- 고려대장경연구소. 《고려대장경 전자 불교용어사전》. 고려대장경 지식베이스 / (사)장경도량 고려대장경연구소. |title=에 외부 링크가 있음 (도움말)
- 곽철환 (2003). 《시공 불교사전》. 시공사 / 네이버 지식백과. |title=에 외부 링크가 있음 (도움말)
- 권오민 (1991). 《경량부철학의 비판적 체계 연구》. 동국대학원 철학박사 학위논문.
- 권오민 (2003). 《아비달마불교》. 민족사.
- 무착 지음, 현장 한역 (K.571, T.1602). 《현양성교론》. 한글대장경 검색시스템 - 전자불전연구소 / 동국역경원. K.571(16-1), T.1602(31-480). |title=에 외부 링크가 있음 (도움말)
- 무착 지음, 현장 한역, 이한정 번역 (K.572, T.1605). 《대승아비달마집론》. 한글대장경 검색시스템 - 전자불전연구소 / 동국역경원. K.572(16-157), T.1605(31-663). |title=에 외부 링크가 있음 (도움말)
- 세우 지음, 현장 한역, 송성수 번역 (K.949, T.1542). 《아비달마품류족론》. 한글대장경 검색시스템 - 전자불전연구소 / 동국역경원. K.949(25-149), T.1542(26-692). |title=에 외부 링크가 있음 (도움말)
- 세친 지음, 현장 한역, 권오민 번역 (K.955, T.1558). 《아비달마구사론》. 한글대장경 검색시스템 - 전자불전연구소 / 동국역경원. K.955(27-453), T.1558(29-1). |title=에 외부 링크가 있음 (도움말)
- 세친 지음, 현장 한역, 송성수 번역 (K.618, T.1612). 《대승오온론》. 한글대장경 검색시스템 - 전자불전연구소 / 동국역경원. K.618(17-637), T.1612(31-848). |title=에 외부 링크가 있음 (도움말)
- 세친 지음, 현장 한역, 송성수 번역 (K.644, T.1614). 《대승백법명문론》. 한글대장경 검색시스템 - 전자불전연구소 / 동국역경원. K.644(17-808), T.1614(31-855). |title=에 외부 링크가 있음 (도움말)
- 안혜 지음, 지바하라 한역, 조환기 번역 (K.619, T.1613). 《대승광오온론》. 한글대장경 검색시스템 - 전자불전연구소 / 동국역경원. K.619(17-641), T.1613(31-850). |title=에 외부 링크가 있음 (도움말)
- 안혜 지음, 현장 한역, 이한정 번역 (K.576, T.1605). 《대승아비달마잡집론》. 한글대장경 검색시스템 - 전자불전연구소 / 동국역경원. K.576(16-228), T.1606(31-694). |title=에 외부 링크가 있음 (도움말)
- 운허.  동국역경원 편집, 편집. 《불교 사전》. |title=에 외부 링크가 있음 (도움말)
- 호법 등 지음, 현장 한역, 김묘주 번역 (K.614, T.1585). 《성유식론》. 한글대장경 검색시스템 - 전자불전연구소 / 동국역경원. K.614(17-510), T.1585(31-1). |title=에 외부 링크가 있음 (도움말)
- 황욱 (1999). 《무착[Asaṅga]의 유식학설 연구》. 동국대학원 불교학과 박사학위논문.
- (중국어) 무착 조, 현장 한역 (T.1602). 《현양성교론(顯揚聖教論)》. 대정신수대장경. T31, No. 1602, CBETA. |title=에 외부 링크가 있음 (도움말)
- (중국어) 무착 조, 현장 한역 (T.1605). 《대승아비달마집론(大乘阿毘達磨集論)》. 대정신수대장경. T31, No. 1605, CBETA. |title=에 외부 링크가 있음 (도움말)
- (중국어) 星雲. 《佛光大辭典(불광대사전)》 3판. |title=에 외부 링크가 있음 (도움말)
- (중국어) 세우 조, 현장 한역 (T.1542). 《아비달마품류족론(阿毘達磨品類足論)》. 대정신수대장경. T26, No. 1542, CBETA. |title=에 외부 링크가 있음 (도움말)
- (중국어) 세친 조, 현장 한역 (T.1558). 《아비달마구사론(阿毘達磨俱舍論)》. 대정신수대장경. T29, No. 1558, CBETA. |title=에 외부 링크가 있음 (도움말)
- (중국어) 세친 조, 현장 한역 (T.1612). 《대승오온론(大乘五蘊論)》. 대정신수대장경. T31, No. 1612, CBETA. |title=에 외부 링크가 있음 (도움말)
- (중국어) 세친 조, 현장 한역 (T.1614). 《대승백법명문론(大乘百法明門論)》. 대정신수대장경. T31, No. 1614, CBETA. |title=에 외부 링크가 있음 (도움말)
- (중국어) 안혜 조, 지바하라 한역 (T.1613). 《대승광오온론(大乘廣五蘊論)》. 대정신수대장경. T31, No. 1613, CBETA. |title=에 외부 링크가 있음 (도움말)
- (중국어) 안혜 조, 현장 한역 (T.1606). 《대승아비달마잡집론(大乘阿毘達磨雜集論)》. 대정신수대장경. T31, No. 1606, CBETA. |title=에 외부 링크가 있음 (도움말)
- (중국어) 호법 등 지음, 현장 한역 (T.1585). 《성유식론(成唯識論)》. 대정신수대장경. T31, No. 1585, CBETA. |title=에 외부 링크가 있음 (도움말)